# Ro-106
Ro-106 — підводний човен Імперського флоту Японії, який взяв участь у Другій світовій війні.
Ro-106 спорудили на корабельні ВМФ у Куре. У лютому 1943-го по завершенні тренувань корабель включили до 7-ї ескадри підводних човнів, яка вела бойові дії в Океанії у складі Восьмого флоту.
31 березня — 12 квітня 1943-го Ro-106 здійснив перехід з Йокосуки до Рабаула (головна японська передова база в архіпелазі Бісмарка, з якої провадились операції на Соломонових островах та сході Нової Гвінеї). Невдовзі він здійснив два безрезультатні виходи на схід Соломонових островів — з 22 квітня по 14 травня та з 31 травня по 16 червня.
30 червня 1943-го Ro-106 вийшов у похід до архіпелагу Нью-Джорджія (центральна частина Соломонових островів), де висадились союзники. 18 липня у протоці Бланш (Blanche), південніше від острова Нью-Джорджія, човен торпедував і потопив танкодесантне судно LST-342, а 21 липня повернувся до Рабаула.
Надалі Ro-106 здійснив ще два бойові виходи — з 31 липня по 20 серпня та з 1 по 22 вересня 1943-го, проте не зміг досягнути нових успіхів.
Тим часом складна логістична ситуація змушувала японців використовувати підводні човни для постачання блокованих гарнізонів. 6 жовтня 1943-го Ro-106 вирушив у транспортний рейс до новогвінейського Сіа (північне узбережжя півострова Хуон), де розвантажився 7 жовтня. Після цього човен пройшов у район на схід від Лае, де певний час здійснював бойове патрулювання. 19 жовтня човен виявили з літака, після чого ворожі кораблі влаштували полювання з використанням глибинних бомб. Ro-106 зазнав істотних пошкоджень і 23 жовтня повернувся у Рабаул, а 27 жовтня — 8 листопада пройшов у Сасебо (західне узбережжя Кюсю), де став на ремонт.
16—29 грудня 1943-го човен пройшов назад у Рабаул. За місяць по тому Ro-106 здійснив ще два транспортні рейси до Сіа — з 1 по 5 лютого та з 10 по 14 лютого 1944-го.
17—18 лютого 1944-го американське авіаносне з'єднання завдавати нищівного удару по атолу Трук у центральній частині Каролінських островів, де ще до війни облаштували головну базу японського ВМФ у Океанії. 19 лютого Ro-106 вийшов з Рабаула із завданням патрулювати поблизу Труку, а 1 березня був перенацілений у район атола Еніветок (північно-західна частина Маршаллових островів), що був за кілька тижнів до того захоплений десантом союзників. Тут він провів рекогносцирування через перископ, а 8 березня завершив похід на Труці.
Надалі човен провів ще два безрезультатні походи в Мікронезії — з 17 по 24 березня 1943-го в район острова Мортлок (західна частина Соломонових островів, за дві сотні кілометрів на північний схід від Бугенвіля) та з 29 березня по 20 квітня до атола Еніветок. Крім того, з 30 квітня по 3 травня Ro-106 виходив з Труку в марній спробі перехопити ворожі кораблі.
16 травня 1944-го Ro-106 вирушив у похід у межах створення завіси підводних човнів між Труком і островами Адміралтейства на можливому шляху ворожого руху до Палау (раніше важливий транспортний хаб на заході Каролінських островів, який тепер входив до головного захисного поясу імперії). Наступної доби американська розвідка перехопила і розшифрувала повідомлення про створення зазначеної завіси, після чого для полювання на японські підводні човни з Гуадалканалу вийшли три ескортні есмінці. Вночі 22 травня в районі за шість сотень кілометрів на південний захід від Труку Ro-106, що перебував у надводному положенні, був виявлений радаром, а потім освітлений прожектором. Човен екстрено занурився, після чого два американські кораблі провели три атаки глибинними бомбами. Після другої атаки ескортного есмінця USS England стались потужні підводні вибухи. Ro-106 загинув разом з усіма 49 членами екіпажу.

## Бойовий рахунок
| Дата       | Назва   | Тип           | Тоннаж | Місце           |
| 18.07.1943 | LST-342 | танкодесантне | 1625   | 9°03'S 158°11'E |